# Aix-les-Bains

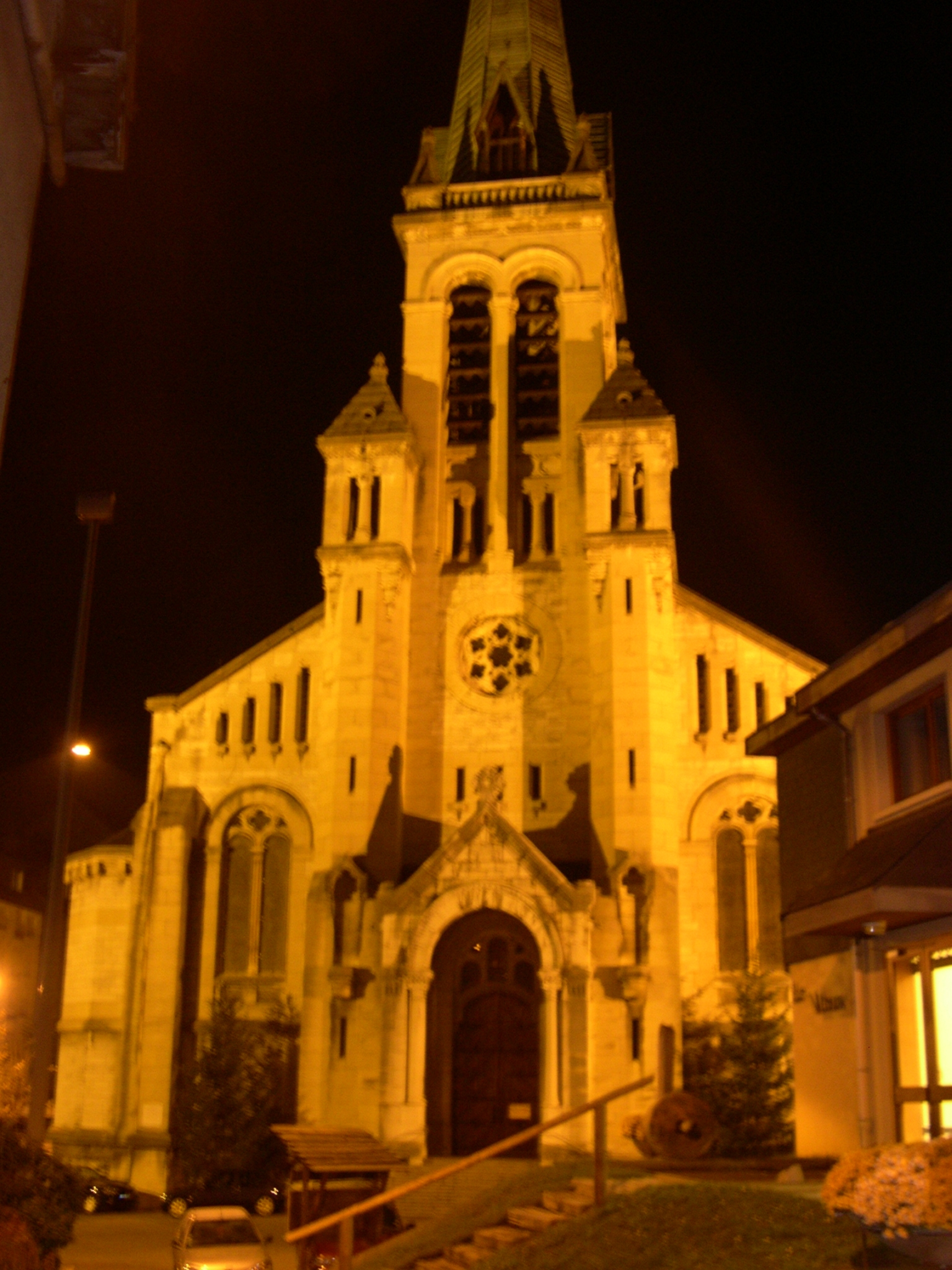
Kyrkan i Aix-les-Bains

Aix-les-Bains är en kommun och stad i departementet Savoie i östra Frankrike nära Lac du Bourget. År 2022 hade Aix-les-Bains 32 175 invånare.
Aix-les-Bains är en sous-préfecture i departementet Savoie i regionen Auvergne-Rhône-Alpes.
Namnet Aix kommer från latinets Aquae, och staden har varit en kurort sedan antiken, långt innan romarna döpte om staden till Aquae Gratianae till minne av kejsaren Flavius Gratianus Augustus som blev mördad 383 i Lyon i närheten. Staden innehåller också många romerska lämningar.
Flera andra städer som var kända för sina badanläggningar fick även de namn som Aix-en-Provence, Ax-les-Thermes och Aix-la-Chapelle.

## Befolkningsutveckling
Antalet invånare i kommunen Aix-les-Bains
| Referens: INSEE |

## Galleri

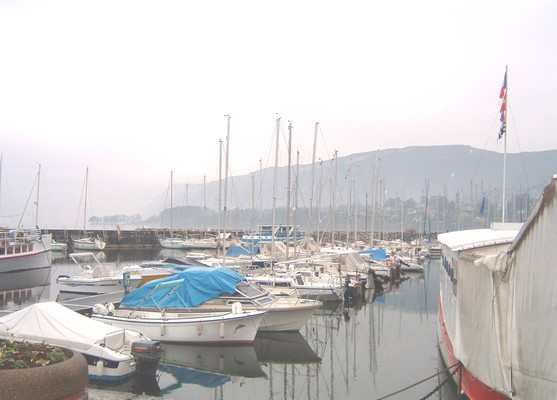
Småbåtshamnen
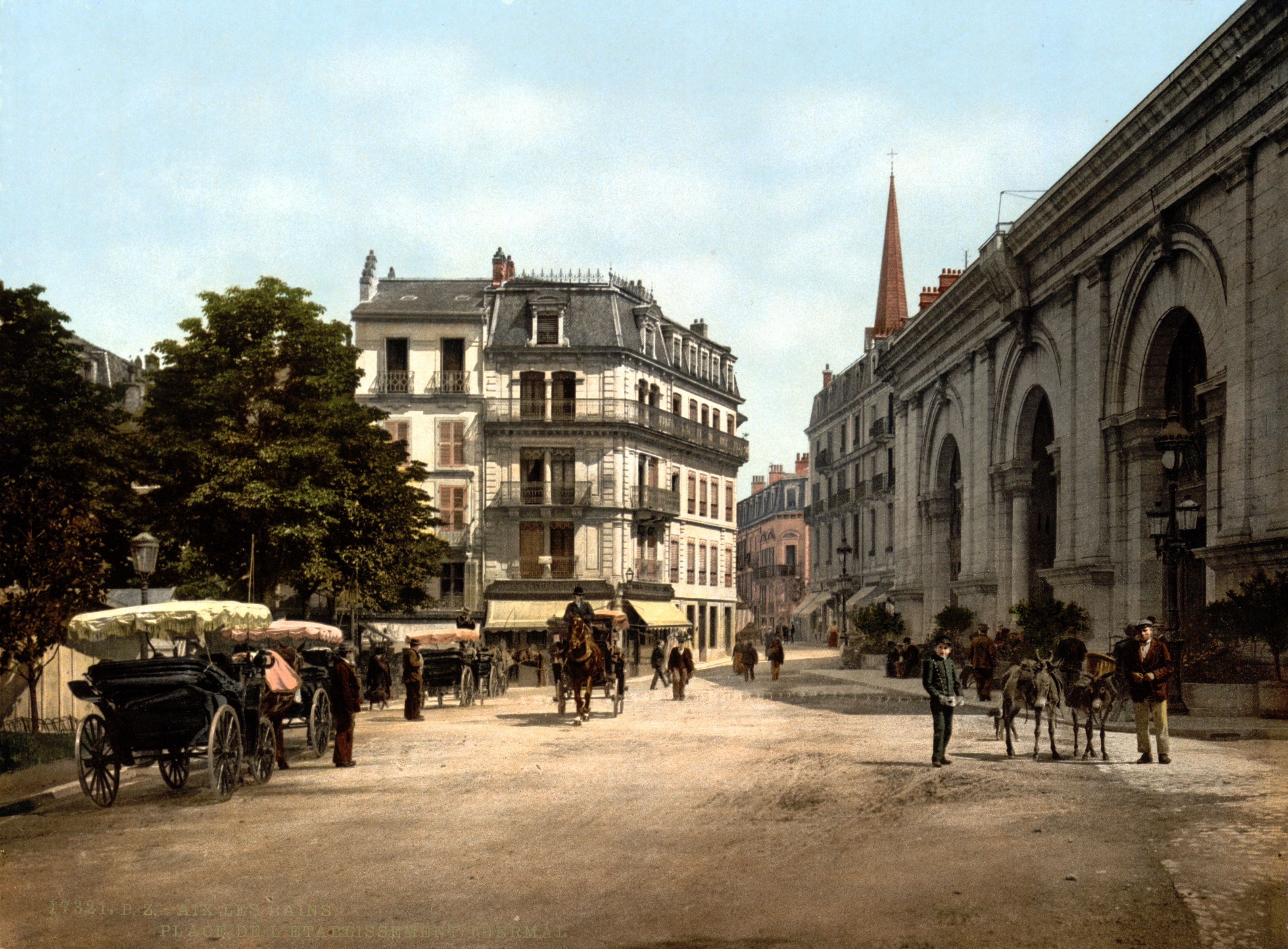
Aix-les-Bains vid sekelskiftet 1900
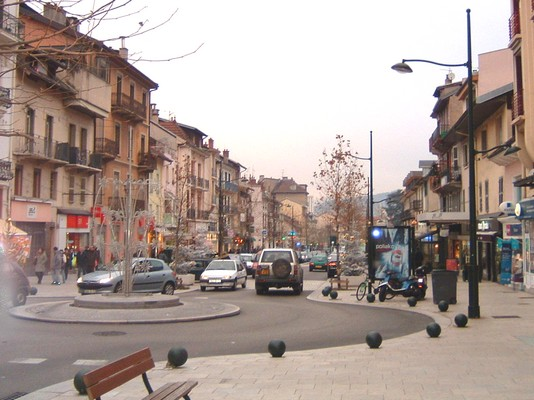
Aix-les-Bains vid sekelskiftet 2000
Bourgetsjön (Lac du Bourget) från Nivolet (1547 m).
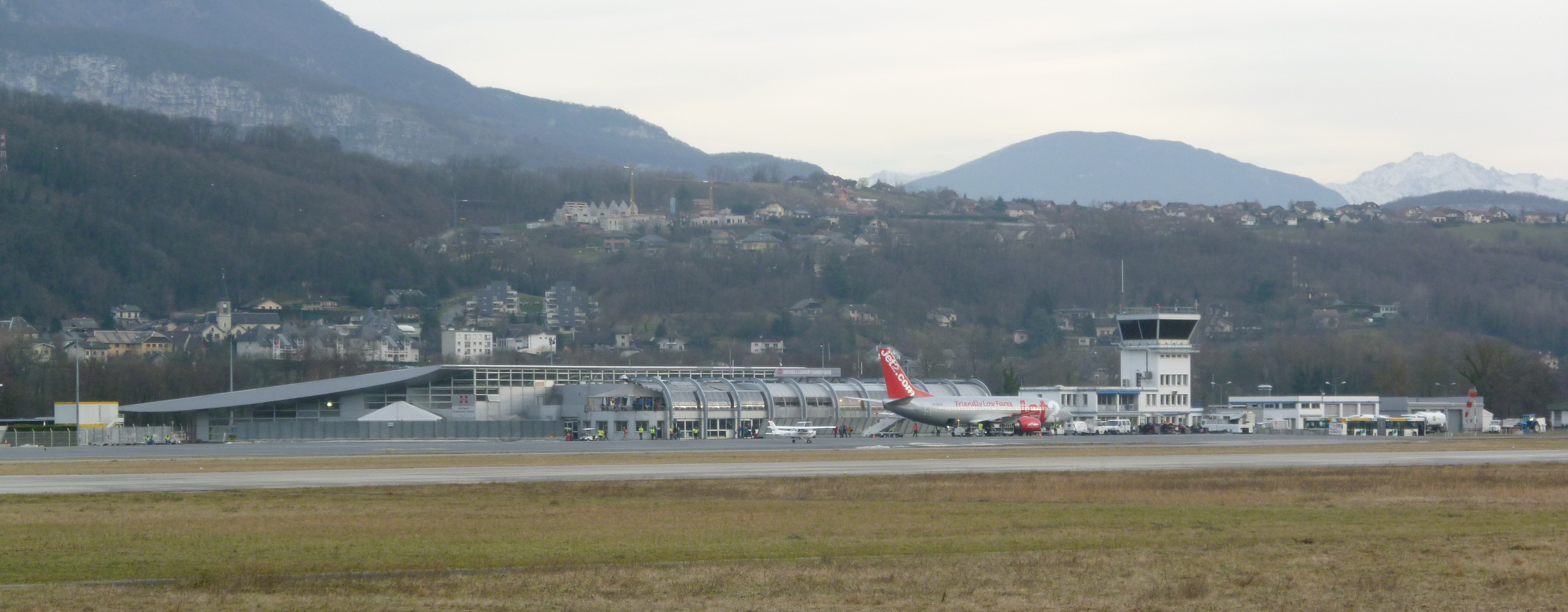
Flygplatsen